# Ophioplocus giganteus
Ophioplocus giganteus är en ormstjärneart som beskrevs av Irimura och Yoshino 1999. Ophioplocus giganteus ingår i släktet Ophioplocus och familjen Ophiolepididae. Inga underarter finns listade i Catalogue of Life.